# 6e flotte (Marine impériale japonaise)
 (avril 2023).
Si vous disposez d'ouvrages ou d'articles de référence ou si vous connaissez des sites web de qualité traitant du thème abordé ici, merci de compléter l'article en donnant les références utiles à sa vérifiabilité et en les liant à la section « Notes et références ».
Pour les articles homonymes, voir 6e flotte.
La 6e flotte (第六艦隊, Dai-roku Kantai) était une flotte de la Marine impériale japonaise active de 1940 à 1945.

## Histoire
La 6e flotte, créée le 15 novembre 1940, dirigea toutes les opérations sous-marines de la Seconde Guerre mondiale. Sa mission initiale consistait à effectuer des patrouilles de reconnaissance au large de la côte ouest des États-Unis, de la côte est de l'Australie, et les voies maritimes de l'océan Indien.

### Contexte
Le Japon avait avant l'attaque de Pearl Harbor une flotte de sous-marins diversifiée, dont certains avaient des caractéristiques uniques. La marine possédait les sous-marins les plus performants de l'époque, ayant un déplacement de plus de 5 000 tonnes en plongée (les seuls au monde) et des sous-marins de plus de 122 m de longueur (jusqu'à l'avènement de l'énergie nucléaire). Les 41 sous-marins construits par la suite pouvaient transporter des aéronefs spécialement conçus. La marine japonaise entra en guerre avec une flotte de sous-marins bien adaptée au Pacifique, en matière d'autonomie, et elle ne souffrit pas d'une crise des torpilles comme l'US Navy. Leurs modèles, en particulier ceux dérivés des Longue Lance fonctionnant aussi à l'oxygène pur possédaient une bonne portée et une excellente vitesse, et dotés de détonateurs classiques, se révélaient très fiables.
De façon générale, l'arme sous-marine japonaise était de très bonne qualité bien qu'ayant des batteries d'accumulateurs en dessous des normes des autres marines et elle ne réussit pas à peser sur le déroulement du conflit, uniquement du fait de sa doctrine d'emploi, qui lui faisait rechercher la flotte de combat adverse alors que les sous-marins allemands passaient leur temps à essayer de l'éviter. Elle eut cependant une importance capitale en fin de guerre en effectuant des missions de ravitaillement et de liaison avec les garnisons isolées, mais aussi avec l'Allemagne, lors des missions Yanagi.

### Début de la guerre du Pacifique
Au début de la guerre du Pacifique, les sous-marins de poche étaient utilisés dans des missions de reconnaissance des navires de l'US Navy en mouillage à Pearl Harbor (Hawaï), pour les préparatifs de l'attaque sur Pearl Harbor. Lorsque la guerre éclata, les missions de la 6e flotte inclurent également la pose de mines marines. Quelques missions spéciales, telles que l'attaque sur le port de Sydney, furent entrepris avec des sous-marins de poche. Basé à Penang, la 6e flotte collabora brièvement avec la Kriegsmarine dans l'océan Indien lors d'opérations de lutte contre les navires de commerce britanniques, mais ces missions furent peu nombreuses. L'État-major de la Marine impériale japonaise mit davantage l'accent sur des opérations d'embuscade des navires capitaux alliés. En 1942, les sous-marins japonais furent crédités du naufrage de deux porte-avions, d'un croiseur et de plusieurs destroyers, ainsi que d'avoir endommagé un porte-avions et deux cuirassés.

### Dernières étapes de la guerre du Pacifique
Après 1942, les missions d'embuscades ou d'attaques de navires de commerces (actions militaires offensives) furent progressivement remplacés par des missions de défenses de convois, d'approvisionnements et de renforts vers des postes militaires isolés. Ce changement de missions fait suite aux pertes massives des vaisseaux de surface japonais lors de batailles telles que la campagne des îles Salomon.
Le développement de la lutte anti-sous-marine menée par la marine américaine entraîna de plus en plus de pertes du côté de la marine japonaise. Les Japonais débutèrent la guerre avec 63 sous-marins (dont ceux de poche) et en construisirent 111 pendant le conflit. Des 174 bâtiments construits, 128 ont été perdus; la plupart de ceux ayant survécu furent des vaisseaux d'entraînement ou des vaisseaux n'ayant participé à aucun combat. Aucun des 30 sous-marins qui participèrent à l'attaque sur Pearl Harbor ne survécut à la guerre.
L'atoll de Kwajalein (îles Marshall) fut la principale base sous-marine japonaise dans le Pacifique, jusqu'à sa prise par les troupes américaines en février 1944. Le siège de la 6e flotte fut ensuite transféré à Saipan, dans les îles Mariannes. Cette base sera prise par les Américains en juillet 1944, entrainant la perte du commandant en chef de la 6e flotte, l'Amiral Takeo Takagi, et de la plupart de son personnel.
Durant la dernière année de conflit, la majeure partie des opérations sous-marines se déroulaient avec des navires suicide kaiten.
La dernière mission de la 6e flotte se déroula juste après la guerre, lorsque le sous-marin I-401 transita de Yokosuka à Ulithi. Elle fut officiellement dissoute le 15 septembre 1945.

## Organisation

### 15 novembre 1940
- 1er Escadron de sous-marins : Croiseur Katori (vaisseau amiral), ravitailleur de sous-marins Taigei, sous-marin I-20
  - 1ère Division de sous-marins : Sous-marins I-15, I-16, I-17
- 2e Escadron de sous-marins : Croiseur léger Isuzu
  - 11e Division de sous-marins : Sous-marins I-74, I-75
  - 12e Division de sous-marins : Sous-marins I-68, I-69, I-70
  - 20e Division de sous-marins : Sous-marins  I-71, I-72, I-73
- 3e Escadron de sous-marins :Ravitailleur de sous-marins Chōgei, sous-marin I-7
  - 7e Division de sous-marins : Sous-marins I-1, I-2, I-3
  - 8e Division de sous-marins : Sous-marins I-4, I-5, I-6

### 1er décembre 1941
- Croiseur Katori(vaisseau amiral), pétrolier de la Flotte Ondo
- 1er Escadron de sous-marins : Ravitailleur auxiliaire de sous-marins Yasukuni Maru, Sous-marin I-9
  - 1ère Division de sous-marins: Sous-marins I-15, I-16, I-17
  - 2e Division de sous-marins  : Sous-marins I-18, I-19, I-20
  - 3e Division de sous-marins  : Sous-marins I-21, I-22, I-23
  - 4e Division de sous-marins  : Sous-marins I-24, I-25, I-26
- 2e Escadron de sous-marins : Ravitailleur auxiliaire de sous-marins Santos Maru, Sous-marins I-7, I-10
  - 7e Division de sous-marins  : Sous-marins I-1, I-2, I-3
  - 8e Division de sous-marins  : Sous-marins I-4, I-5, I-6
- 3e Escadron de sous-marins : Ravitailleur de sous-marins Taigei, Submarine I-8
  - 11e Division de sous-marins  : Sous-marins I-74, I-75
  - 12e Division de sous-marins  : Sous-marins I-68, I-69, I-70
  - 20e Division de sous-marins  : Sous-marins I-71, I-72, I-73

### 15 juin 1944
La 6e flotte n'a pas de navire amiral, car le quartier général a été transféré à terre.
- Sous-marin I-10
- 7e Escadron de sous-marins
  - 51e Division de sous-marins  : Sous-marins Ro-109, Ro-112, Ro-113, Ro-114, Ro-115, Ro-117
- 8e Escadron de sous-marins : Sous-marins I-8, I-26, I-27, I-29, I-37, I-52, I-165, I-166, RO-501
- 11e Escadron de sous-marins : Ravitailleur de sous-marins Chōgei, sous-marins I-33, I-46, I-54, I-55, I-361, I-362, Ro-46, Ro-48
- 7e Division de sous-marins  : Sous-marins I-5, I-6
- 12e Division de sous-marins  : Sous-marins I-169, I-174, I-175, I-176
- 15e Division de sous-marins  : Sous-marins I-16, I-32, I-36, I-38, I-41, I-44, I-45, I-53
- 22e Flottille de sous-marins  : Sous-marins I-177, I-180, I-183, I-184, I-185
- 34e Flottille de sous-marins : Sous-marins Ro-36, Ro-41, Ro-42, Ro-43, Ro-44, Ro-45, Ro-47

### 1er juin 1945
- 22e Escadron de patrouille : Navire auxiliaire de défense des barrages Kiku-maru
  - 4e division de patrouille
- 31e Escadron de chasseurs tueurs : Destroyer Hanazuki
  - 17e Division de destroyers  : Destroyer Yukikaze
  - 41e Division de destroyers  : Destroyer Suzutsuki, Fuyutsuki
  - 43e Division de destroyers : Destroyer Take, Kiri, Maki, Sii
  - 52e Division de destroyers  : Destroyer Sugi, Kashi, Kaba, navires d'escorte CD-31, CD-43
- 11e Escadron de sous-marins  : Ravitailleur de sous-marins Chōgei, sous-marins  I-201, I-202, I-203
- 1e Division de sous-marins : Sous-marins I-13, I-400, I-401
- 15e Division de sous-marins : Sous-marins I-36, I-47, I-53, I-58
- 16e Division de sous-marins : Sous-marins I-369, I-372, Ha-101, Ha-102, Ha-104
- 34e Division de sous-marins : Sous-marin Ha-109

## Commandants de la6eflotte
Commandants en chef
|   | Rang        | Nom                  | Date             | Date              |
| - | ----------- | -------------------- | ---------------- | ----------------- |
| 1 | Vice-amiral | Hirata Noboru        | 15 novembre 1940 | 21 juillet 1941   |
| 2 | Vice-amiral | Mizumi Shimizu       | 21 juillet 1941  | 16 mars 1942      |
| 3 | Vice-amiral | Teruhisa Komatsu     | 16 mars 1942     | 21 juin 1943      |
| 4 | Vice-amiral | Takeo Takagi         | 21 juin 1943     | 10 juillet 1944   |
| 5 | Vice-amiral | Shigeyoshi Miwa (en) | 10 juillet 1944  | 1er mai 1945      |
| 6 | Vice-amiral | Tadashige Daigo      | 1er mai 1945     | 15 septembre 1945 |

Chefs d'État-major
|   | Rang          | Nom                | Date             | Date              |
| - | ------------- | ------------------ | ---------------- | ----------------- |
| 1 | Vice-amiral   | Hisashi Ichioka    | 15 novembre 1940 | 6 janvier 1941    |
| 2 | Vice-amiral   | Hisashi Mito       | 6 janvier 1941   | 22 octobre 1942   |
| 3 | Contre-amiral | Hisagoro Shimamoto | 22 octobre 1942  | 15 novembre 1943  |
| 4 | Contre-amiral | Kozo Nishina       | 15 novembre 1943 | 21 décembre 1944  |
| 5 | Contre-amiral | Hankyu Sasaki      | 21 décembre 1944 | 15 septembre 1945 |